# Fluoracetamid
Fluoracetamid je organická sloučenina odvozená od acetamidu substitucí jednoho vodíkového atomu methylové skupiny atomem fluoru. Jedná se o prudký metabolický jed, který narušuje citrátový (Krebsův) cyklus. Používá se jako rodenticid.